# القطاع المصرفي في الولايات المتحدة

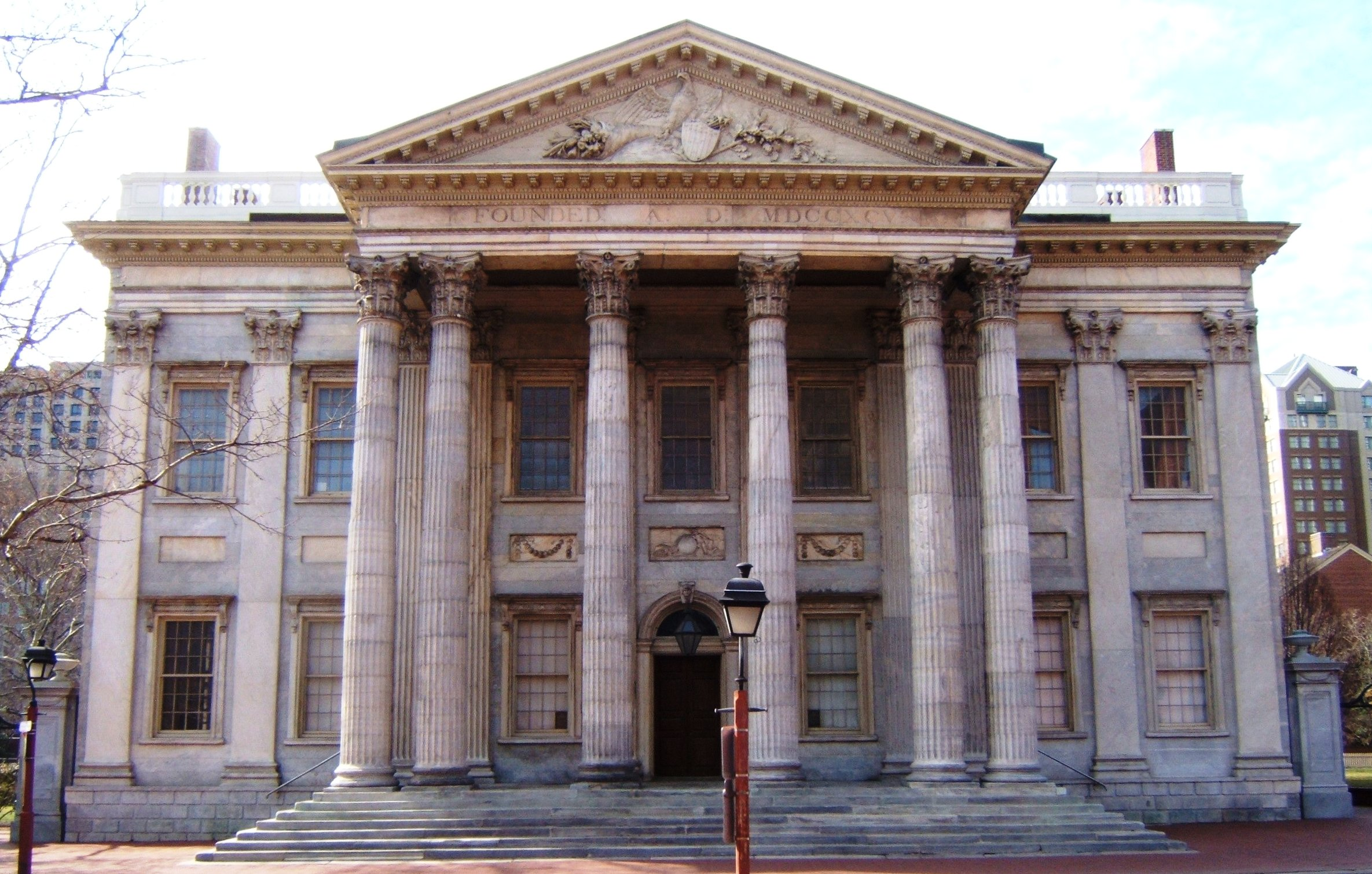
أول بنك في الولايات المتحدة والذي أصبح البنك المركزي الأول للدولة طبقا لدستور الولايات المتحدة.

نشأ القطاع المصرفي في الولايات المتحدة خلال ثمانينيات القرن الثامن عشر بالتوازي مع تأسيس البلاد وتطور حتى أضحى نظامًا مصرفيًا وماليًا يتسم بشدة نفوذه وتعقيده. كان القطاع المصرفي الذي اتخذ من مدينة نيويورك وشارع وول ستريت موطئًا يرتكز في عمله على تقديم جملة من مختلف الخدمات المالية على غرار الأعمال المصرفية الخاصة وإدارة الأصول وإيداع الضمانات.
يمكن تتبع بدايات الصناعة المصرفية إلى عام 1780 حين تأسَس مصرف بنسلفانيا بهدف تمويل الحرب الثورية الأمريكية. افتُتح بعد ذلك مصرف أمريكا الشمالية لتسهيل المعاملات المالية الأكثر تطورًا بعدما احتاج التجار في المستعمرات الثلاثة عشر لعملةٍ يمكنهم استعمالها كوسيط في مبادلاتهم.
شملت أكبر المصارف في الولايات المتحدة اعتبارًا من عام 2018 كلًا من جي بي مورغان تشيس وبنك أمريكا وويلز فارغو وسيتي غروب وغولدمان ساكس. تشير التقديرات إلى أن قيمة الأصول المصرفية تعادل ما نسبته 56% من الاقتصاد الأمريكي. بلغ عدد المصارف التجارية ومؤسسات الادخار في الولايات المتحدة 4,951 مصرفًا ومؤسسةً اعتبارًا من 8 سبتمبر عام 2021.

## نبذة تاريخية
سافرت مجموعة من التجار من بريطانيا إلى الولايات المتحدة وأسست مصرف بنسلفانيا في عام 1780 لتمول من خلاله الحرب الثورية الأمريكية (1775-1783). لم يكن للمستعمرات الثلاثة عشر حينذاك عملة خاصة بها إذ لجأ أهلها إلى التجارة غير الرسمية حتى يمولوا نشاطاتهم اليومية. افتُتح مصرف أمريكا الشمالية ليغدو أول مصرف تجاري في الولايات المتحدة بتاريخ 4 يناير عام 1782. أنشأ وزير الخزانة الأمريكي ألكسندر هاميلتون مصرف الولايات المتحدة في عام 1791 وهو مصرف وطني يهدف إلى الحفاظ على الضرائب الأمريكية وسداد الديون الخارجية. أغلق الرئيس أندرو جاكسون هذا المصرف في عام 1832 وحول جميع أصوله المصرفية إلى خزائن مصارف الولايات الأمريكية. بدأت مصارف الولايات بطباعة النقود بسرعة ما نجم عنه حدوث تضخم شديد وأدى إلى وقوع ذعر عام 1837.
نشأ القطاع المصرفي الاستثماري عقب تأسيس مصرف جاي كوك وشركاؤه خلال ستينيات القرن التاسع عشر ليصبح من أول طارحي السندات الحكومية. صدر قانون المصرف الوطني في عام 1863 والذي سعى إلى استحداث عملة وطنية وإقامة نظام مصرفي فيدرالي وتقديم قروض عامة. ومع ذلك لم تكن جميع الولايات قد التحقت رسميًا بالاتحاد آنذاك. قدم إتش. ب. سبولدينغ وهو عمدة مدينة موسكوجي الواقعة ضمن إقليم أوكلاهوما (التي لم تصبح ولاية حتى عام 1907) استقالته من منصبه كنائب لرئيس الشركة الإقليمية للثقة والضمان في عام 1902 بعد أن مُنحت شركة سبولدينغ التجارية العائدة إليه امتيازًا خولها من تأسيس مصرفٍ خاص. تأسست عدة مصارف خاصة أخرى بصورةٍ مماثلة في عام 1903. أشار أحد المصرفيين المعاصرين من أوكلاهوما ممن دافعوا عن أهمية هذه المصارف الخاصة غير الأمريكية إلى أن عددًا صغيرًا من حالات الفشل المصرفي حصلت بفعل «تراجع في عدد الودائع جراء وقوع تلف جزئي في المحصول».
تأسس الاحتياطي الفيدرالي في عام 1913 وباشر بتنفيذ سياساته النقدية. شهد الكساد الكبير فصل الأعمال المصرفية الاستثمارية عن تلك التجارية في ما يعرف بقانون غلاس ستيغال ولكن ألغي هذا القانون في عام 1991 وهو ما أدى إلى نشوب الأزمة المالية في عام 2008.

## الوكالات الناظمة
في حين تملك معظم البلدان كيانًا مصرفيًا ناظمًا واحدًا فإن مهمة تنظيم القطاع المصرفي في الولايات المتحدة تقع على عاتق كل من الحكومة الفيدرالية وحكومات الولايات. يمكن للمنظمات المصرفية أن تكون خاضعة للعديد من اللوائح المصرفية الفيدرالية الناظمة وتلك الخاصة بالولايات وذلك اعتمادًا على كل من نوع الامتيازات الممنوحة إليها وبناها التنظيمية. تحتفظ الولايات المتحدة على مستوى الحكومة الفيدرالية وحكومات الولايات بوكالات ناظمة منفصلة تختص كل منها بمجالات الأوراق المالية أو السلع أو التأمين وهي منفصلة عن الوكالات المصرفية الناظمة، وذلك على عكس سويسرا والمملكة المتحدة (التي تُجمع فيها الهيئة الناظمة المسؤولة عن قطاعات الأعمال المصرفية والأوراق المالية والتأمين في وكالةٍ واحدة خاصة بالخدمات المالية). تتناول اللوائح المصرفية الأمريكية الناظمة قضايا الخصوصية والإفصاح ومنع الاحتيال ومكافحة غسل الأموال ومكافحة الإرهاب ومكافحة الفوائد المفرطة وتعزيز الإقراض للفئات السكانية من أصحاب الدخل المنخفض. كذلك سنت بعض المدن قوانين ناظمة خاصة بها (عرّفت فيها على سبيل المثال ما يشكل إقراضًا مفرطًا).